# 서울 도봉사 치성광여래삼존도
도봉사 치성광여래삼존도(道峰寺 熾盛光如來三尊圖)는 서울특별시 도봉구 도봉동, 도봉사에 있는 조선시대의 불화이다. 2013년 9월 26일 서울특별시의 유형문화재 제349호로 지정되었다.

## 개요
중앙에 치성광여래·일광보살·월광보살을 화면 가득 배치한 삼존 형식의 구도 및 적, 녹, 청을 주조색으로, 지물인 여의에 금이 장식된 이 치성광여래삼존도는 서울시에서 연대가 올라가는 치성광여래삼존도에 속하며 형태, 필선 등 각 세부묘사 등이 당시 불화와 비교하여 완성도가 높은 편이다. 또한 보존상태도 좋을 뿐 아니라 제작연대와 봉안처 및 화승의 이름 등이 명확하게 밝혀져 있다.

## 조사보고서
치성광여래삼존도는 치성광여래(熾盛光如來)를 중심으로 북두칠성과 해와 달, 삼태륙성(三台六星), 28숙(28宿) 등 하늘의 별들을 여래, 보살, 도인 등의 모습으로 의인화하여 그린 불화로서, 산신도, 독성도와 함께 사찰 내의 삼성각(三聖閣)에 봉안되거나 별도로 독립된 칠성각에 봉안된다.
도봉사 치성광여래삼존도는 관허당(寬虛堂) 의관(宜官)을 수화승(首畵僧)으로 하여 두 명의 화승이 제작한 것으로 1m 내외(113x93.5cm)의 작은 화면에 정면 좌상의 치성광여래(熾盛光如來) 좌우에 시립한 일광보살(日光菩薩)과 월광보살(月光菩薩)이 각각 붉은 해와 흰 달이 그려진 보관을 쓰고 본존을 향해 측면향으로 선 간략한 삼존형식이다. 화면 아래에서 뻗어오른 줄기가 달린 연화대좌 위에 결가부좌한 치성광여래는 갸름한 얼굴에 肉髻가 뾰족하며, 오른손은 가슴 부근에, 왼손은 복부에 두어 엄지와 중지를 맞댄 손모양이다. 이같은 치성광여래의 모습은, 서울 미타사 치성광여래삼존도(1874년), 서울 봉은사 치성광여래삼존도(1886년) 등 금륜(金輪)을 든 치성광여래가 우차(牛車)를 탄 전통적인 도상을 계승한 치성광여래삼존도와 더불어 조선후기에 성행했던 치성광여래삼존도 도상 가운데 하나이다.
일광보살과 월광보살은 각기 손에 흰 연꽃줄기와 여의를 들고 치성광여래를 향해 몸을 틀고 서있는데, 천의 자락이 길게 늘어져 다소 번잡한 느낌을 준다. 치성광삼존 위로는 갖가지 색으로 장엄한 보개(寶蓋)와 채운(彩雲)이 가득 그려져 있다.
이 불화에 보이는 치성광여래의 균형잡힌 체구와 갸름한 얼굴, 작은 이목구비, 뾰족한 육계를 비롯하여 화면 아래에서 뻗어나온 연꽃 줄기 위에 본존이 결가부좌한 모습, 짙은 붉은색의 대의 표현 등은 사불산화파(四佛山畵派)인 하은당(霞隱堂) 응상(應祥)과 그의 영향을 받은 해인사 화승 수용당(水龍堂) 기전(琪銓)의 영향이 엿보이는데, 이 불화의 전체적인 구도와 특징은 의관이 1880년에 수화승이 되어 제작한 만어사 아미타후불도와 유사하여 이와 같은 구도를 즐겨 사용했음을 알 수 있다.
화기에 의하면 이 치성광여래삼존도는 원래 "취정산(取頂山) □□사내원암(□□寺內院庵)"에 봉안되었다고 하는데, 내원암은 어디인지 확실하게 알 수 없지만 취정산은 대구 가창댐에서 헐티재로 가는 곳에 위치한 산인 것으로 보아 이 불화가 경상북도 지역에서 제작 봉안되었음을 확인할 수 있다.
수화승인 관허당(寬虛堂) 의관(宜官)은 19세기 후반 해인사를 비롯한 경상남도 지역을 중심으로 활동하였던 화승으로, 1863년에 수화승 경담당 성규와 함께 청련사 석가모니불도를 제작한 것을 시작으로 1882년까지 금암당 천여, 하은당 응상, 수룡당 기전 등 전라남도 및 경상북도 사불산지역의 수화승들과 함께 작업하였다. 구도와 화풍에서 특히 천여의 영향을 많이 받았다.
그동안 의관은 1879년 동축사 신중도 제작 이후 수화승으로 활동한 것으로 알려져 있으나 취정산 내원암 치성광여래삼존도에서 수화승으로 기록되어 있어, 그보다 앞서 이미 1868년에 수화승으로 불화를 제작한 사실이 확인되었다. 1882년에 부산 범어사의 석가모니불도 및 삼장보살도, 신중도, 관음보살도 등 약 20여 년에 걸쳐 많은 작품을 남겼다.
이와 같이 중앙에 치성광여래 ․ 일광보살 ․ 월광보살을 화면 가득 배치한 삼존 형식의 구도 및 적, 녹, 청을 주조색으로 지물인 여의에 금이 장식된 이 치성광여래삼존도는 서울시에서 연대가 올라가는 치성광여래삼존도에 속하며 형태, 필선 등 각 세부묘사 등이 당시 불화와 비교하여 완성도가 높은 편이다. 또한 보존상태도 좋을 뿐 아니라 제작연대와 봉안처 및 화승의 이름 등이 명확하게 밝혀져 있어 자료로서의 가치가 높다.

## 참고 자료
- 도봉사치성광여래삼존도 - 국가유산청 국가유산포털